# AppArmor
AppArmor （“Application Armor”，意为“应用盔甲”） 是一个Linux内核安全模块，允许系统管理员通过每个程序的配置文件限制程序的功能。如它的帮助页面所说，“AppArmor 是一个对内核的增强工具，将程序限制在一个有限的资源集合中。AppArmor 独特的安全模型将对访问属性的控制绑定到程序而非用户。”
AppArmor 通过提供强制访问控制（MAC）来补充传统的Unix自主访问控制（DAC）模型。 从Linux内核的2.6.36版本开始，它已经被包含在主流分支中，并且自2009年它的开发得到了 Canonical 公司的支持。

## 功能特性[2]
AppArmor 对相关程序的约束与控制通过 apparmor_parser 加载到内核的配置文件来提供，这一般通过 /etc/init.d/apparmor 中的 SysV initscript ，如：
```
# /etc/init.d/apparmor start

# /etc/init.d/apparmor stop

# /etc/init.d/apparmor restart

```

AppArmor可以以两种模式运行：执行（enforcement）模式或学习（complain/learning）模式：
- 执行模式 - 加载的配置文件中定义的策略将会被执行，并且会向 syslogd 报告违规尝试。
- 学习 - 以“学习”模式加载的配置文件不会执行策略。 它仅仅会报告违反策略的尝试。这种模式对于开发配置文件很方便。利用这种模式可以根据各个程序针对性地生成配置文件。

AppArmor 是使用Linux安全模块（LSM）内核接口实现的。
在2009年，Linux 2.6.30 中包含了一个名为 Tomoyo 的新解决方案；像 AppArmor 一样，它也使用基于路径的访问控制。

## 同 SELinux 的异同
AppArmor 是作为 SELinux 的替代品出现的，因为对 SELinux 的批评者认为它难以让管理员设置和维护。与基于将标签应用于文件的 SELinux 不同，AppArmor 使用文件路径来确认文件。 AppArmor 的支持者声称，它对普通用户而言要比 SELinux 更简单、更易学习。 他们还认为 AppArmor 对现有系统的要求更低：例如 SELinux 需要支持“安全标签”的文件系统，因此无法为通过 NFS 挂载的文件提供访问控制。 AppArmor 则对文件系统没有要求。
但不论如何，这两个软件产品对让管理员加强系统的安全性都非常有帮助。他们都专注于访问控制，强化了标准的Linux访问控制策略。他们都生成日志，并提供审计活动的工具。他们都在应用程序层内工作。从技术上讲，他们同样地使用LSM与Linux内核进行交互。它们允许管理员使用GUI与非GUI工具。最后，它们都允许管理员在没有真正阻止访问的情况下尝试策略（而只是警告），以便仅在足够数量的测试之后才应用安全加固策略。
SELinux 和 AppArmor 的不同主要体现在管理方式和集成方式上。例如一个重要的区别： SELinux 通过 inode 编号而不是路径标识文件系统对象。这意味着如果给一个无法访问的文件创建了硬链接，在 AppArmor 中它将可以访问，但 SELinux 通过新创建的硬链接仍然会拒绝访问——由 inode 引用的基础数据是一样的。另外，在文档数量上 AppArmor 要比 SELinux 略逊一筹，这意味着网上寻找解决方案的难易程度同样有所差异。

## 历史
AppArmor 在1998~2003年首先在 Immunix Linux中被使用。当时，AppArmor被称为SubDomain，这个名字意在将特定程序的安全配置文件分割成不同的域，而程序可以动态地在不同的域中进行切换。 AppArmor 首先在 SLES 和 openSUSE 中可用，并且在 SLES 10 和 openSUSE 10.1 中默认首先启用。
2005年5月，Novell 收购了 Immunix 并将 SubDomain 重新命名为 AppArmor，并开始对其 Linux 内核进行代码清理和重写。从2005年到2007年9月，AppArmor 由 Novell 维护。从那时起，SUSE 就是商标名 AppArmor 的合法所有者。
AppArmor 在2007年4月第一次成功移植并打包于 Ubuntu。它成为Ubuntu 7.10版本的默认软件包，并最终作为Ubuntu 8.04发行版的一部分，默认设置只保护 CUPS。从 Ubuntu 9.04 开始，更多的项目（如MySQL）已经安装了配置文件。在 Ubuntu 9.10 中，AppArmor 的功能不断得到改进，因为它提供了客户会话、libvirt 虚拟机、Evince文档查看器的配置文件。它还提供了一个可选的 Firefox 的配置文件。
AppArmor 第一次被整合到 Linux 内核中是在2010年10月的2.6.36版本。
2014年，AppArmor 已经整合到了 Synology 的 DSM 5.1 Beta中。